# 世界福音伝道団
世界福音伝道団（せかいふくいんでんどうだん）は、日本のプロテスタントの団体である。

## 歴史
- 1913年 チャールズ・スタッドがアフリカ奥地宣教団を設立する。その後、40か国に宣教師を派遣するようになり、世界福音伝道団に改称した。
- 1950年 A.フルトンが最初の宣教師として来日した。翌年世界福音伝道団が組織された。同年、文書事業として、クリスチャン文書伝道団（CLC）が発足した。
- 1951年 K.ラウンドヒルら12名の宣教師が5か国から来日した。世界福音宣教団は滋賀県を中心に、京都、奈良で活動している。
- 1957年 クリスチャン文書伝道団が独立した法人になる。